# Lone Frank

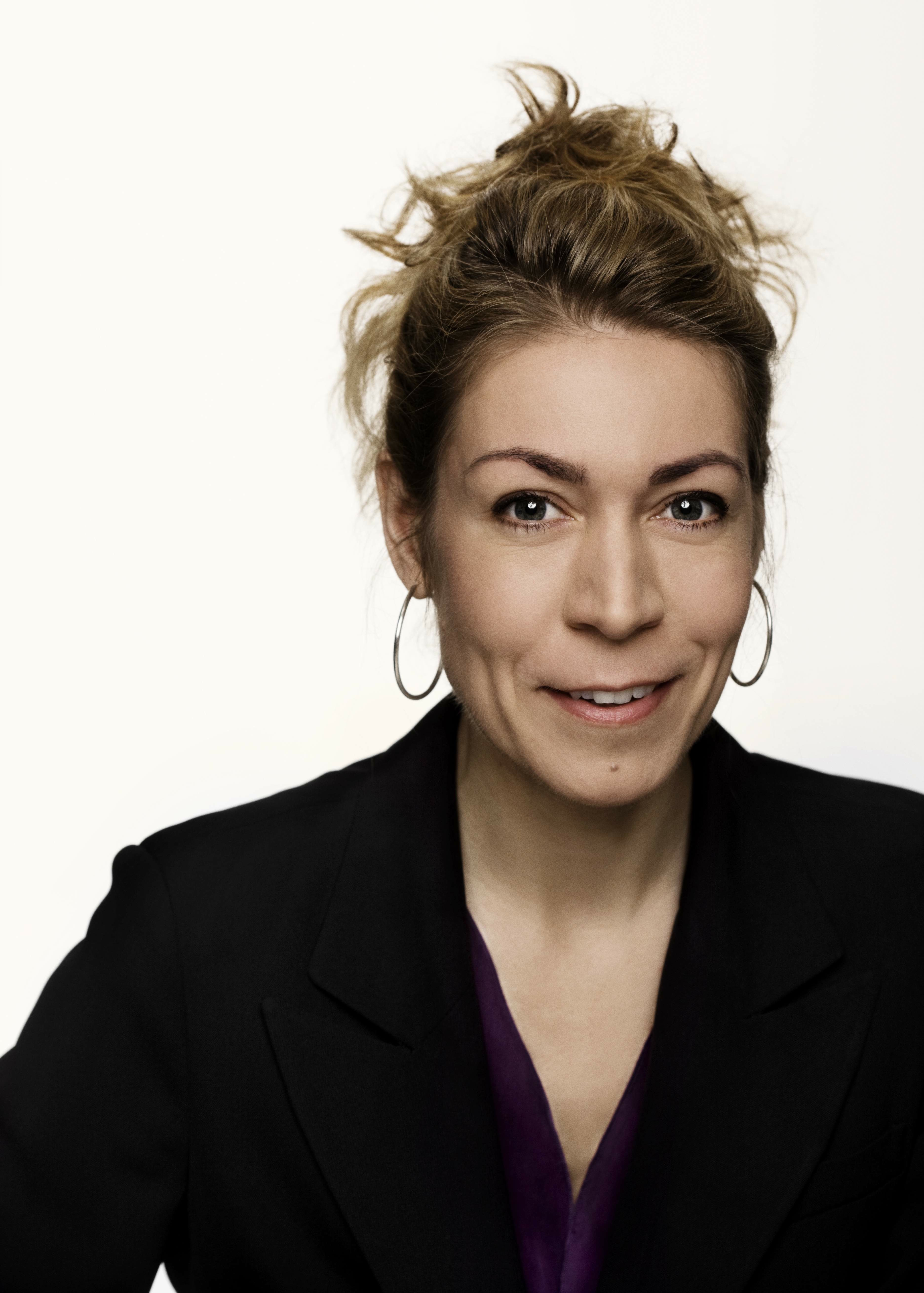
Lone Frank (2012)

Lone Frank (* 28. September 1966 in Aarhus, Dänemark) ist eine dänische Wissenschaftsjournalistin und Biologin.

## Leben
Lone Frank wurde als Lone Frank Pedersen geboren. Sie promovierte 1992 an der Universität Aarhus in Neurobiologie und arbeitete danach in der biotechnischen Industrie. 1997 fing sie als Journalistin an, für die dänische Wochenzeitung Weekendavisen zu schreiben. Heute (2011) schreibt sie ferner für Science, Nature und die Frankfurter Allgemeine Zeitung. Im dänischen Fernsehen und Radio ist sie eine gefragte Diskussionsteilnehmerin und Mitwirkende bei Serien des Zweiten Radioprogramms DR2.
Lone Frank lebt in Kopenhagen.

## Preise und Auszeichnungen
- 2005: Vermittlerpreis der Svend Bergsø-Stiftung
- 2006: Fremtidsprisen (Zukunftspreis) der dänischen Akademiet for fremtidsforskning
- 2014: Søren-Gyldendal-Preis[1]

## Veröffentlichungen
- Det nye liv. Gyldendal, Kopenhagen 2004, ISBN 87-02-02381-4.
- Klonede Tigre. En rejse ind i det nye vilde Østen. Gyldendal, Kopenhagen 2005, ISBN 87-02-03916-8.
- Den femte revolution. Fortællinger fra hjernens tidsalder. Gyldendal, Kopenhagen 2007, ISBN 978-87-02-06783-5.
  - englisch: Mindfield. How Brain Science Is Changing our World. Oxford, England, Oneworld 2009, ISBN 978-1-85168-649-0.
- Mit smukke genom. Historier fra genetikkens overdrev. Gyldendal, Kopenhagen 2010, ISBN 978-87-02-08115-2.
  - deutsch: Mein wundervolles Genom. Ein Selbstversuch im Zeitalter der persönlichen  Genforschung. Aus dem Englischen von Ursel Schäfer. Hanser Verlag, München 2011, ISBN 978-3-446-42687-0.
- Størst af alt. Om kærlighedens natur. Politikens Forlag, Kopenhagen 2020, ISBN 978-87-400-5317-3.
  - deutsch: Liebe. Vom höchsten der Gefühle. Kein & Aber  Verlag, Zürich 2023, ISBN 978-3-0369-5889-7.